# 森槙子
森 槙子（もり まきこ、生没年不詳）は、日本の元映画女優、元声優。忍者部隊月光で三日月（月上三日子）を演じた。

## 出演

### 映画
- 地獄の饗宴（1961年、岡本喜八監督、東宝）- 小鳥屋女店員
- 夢で逢いましょ（1962年、佐伯幸三監督、東宝） -  今村恵子
- 忍者部隊月光（1964年、土屋啓之助監督、東映） - 三日月